# Оперативни разходи
Оперативни разходи (на английски: Operating expenditure, operating expense, operational expense, operational expenditure или OPEX) е текущ разход, който е необходим за поддържането на продукт, бизнес или система . В противоположност на тях, капиталови разходи (капекс, на английски: CAPEX), е стойността на разработването или предоставянето на неконсумируеми части от продукта или системата. Например покупката на копирна машина включва капекс, а годишният разход за тонер, хартия и захранване, електроенергия представляват опекс. За по-големи системи и бизнеси опекс може да включва и стойността на разходите по работниците и помещенията като наем и др.